# Vaeakau-taumako
Le vaeakau-taumako, ou pileni, est une langue polynésienne parlée aux Salomon, dans la province de Temotu. La langue est parlée dans les îles Duff – notamment à Taumako – ainsi que dans une partie des îles Reef (îles d'Aua, Matema, Nifiloli, Nupani, Nukapu et Pileni). Dans les îles Reef, le vaeakau-taumako polynésien coexiste avec une langue non-polynésienne, l'äiwoo.
On suppose que les locuteurs du vaeakau-taumako sont des descendants des Tuvalu.
La langue a été décrite par Even Hovdhaugen et Åshild Næss, sous la forme d'une grammaire de référence publiée en 2011.

## Nom
La langue fut un temps décrite sous le nom de pileni. Cependant, ce nom a été perçu comme privilégiant indûment une île au détriment des autres ; il fut donc décidé de lui donner un nom neutre de ce point de vue, vaeakau-taumako.